# Communauté de communes du Canton de Segré
Die Communauté de communes du Canton de Segré ist ein ehemaliger französischer Gemeindeverband mit der Rechtsform einer Communauté de communes im Département Maine-et-Loire in der Region Pays de la Loire. Sie wurde am 13. Dezember 1993 gegründet und umfasste 15 Gemeinden. Der Verwaltungssitz befand sich in der Stadt Segré.

## Historische Entwicklung
Mit Wirkung vom 1. Januar 2017 wurde der Gemeindeverband aufgelöst und seine Mitgliedsgemeinden der Communauté Candéenne de coopérations communales angeschlossen, die ab nun auf die Bezeichnung Anjou Bleu Communauté umbenannt wurde. Gleichzeitig schlossen sich alle Gemeinden zur Commune nouvelle Segré-en-Anjou-Bleu zusammen.

## Ehemalige Mitgliedsgemeinden
1. Aviré
2. Le Bourg-d’Iré
3. La Chapelle-sur-Oudon
4. Châtelais
5. La Ferrière-de-Flée
6. L’Hôtellerie-de-Flée
7. Louvaines
8. Marans
9. Montguillon
10. Noyant-la-Gravoyère
11. Nyoiseau
12. Sainte-Gemmes-d’Andigné
13. Saint-Martin-du-Bois
14. Saint-Sauveur-de-Flée
15. Segré